# Тодор Калпакчиев
Тодор Калпакчиев е български художник живописец.

## Биография и творчество
Тодор Калпакчиев е роден на 1 април 1913 г. в Стара Загора. От 10 години започва да се занимава с рисуване и спорт. През 1922 г. се включва в детски спортен клуб „Берое“. След завършване на гимназията през 1935 г. постъпва в Художествената академия. Учи при Дечко Узунов. Заедно със следването си продължава да спортува и в периода 1937-1938 г. е включен в националния отбор по футбол. Участва в срещата на Парк де Пренс в Париж.
След завършване на Академията през 1940 г. се посвещава изцяло на живописта и напуска спорта. През 1941 г. открива първата си самостоятелна изложба в София с над 100 картини от времето на следването си и годината след това, показвайки и първите пейзажи от родния си град.
През 1944 г. окончателно се установява в Стара Загора. Насочва се към пейзажната живопис и рисува навсякъде в града и околностите. Особено внимание към Мъглиж, в къщичките му, реката и Балкана зад тях. Отразява множество ракурси към един и същи обект, към който понякога се връща след години.
През 1945 г. участва в основаването на Дружеството на старозагорските художници и на Старозагорскта художествена галерия. До 1982 г. неизменно участва в изложбите на дружеството и почти всяка година открива самостоятелна изложба. След приключването на изложбите често подарява непродадените си картини.
Творчеството му е изключително плодовито като на година създава няколкостотин картини. Пресъздава спомена за формата и атмосферата на старите сгради, църкви и джамии, пъстротата на старозагорската чаршия, и на новото строителство в града. Търсейки ново вдъхновение, неговата неспокойна живопис открива атмосферата на село Турия, селцата на Средна гора и Стара планина, после очарованието на Созопол и Несебър, вертикалните пропорции на къщите над Янтра и Стария Пловдив.
През 1969 г. открива първата в България частна галерия в мазето на къщата си. През 1970 г. и следващите години открива самостоятелни изложби в Австрия, Швейцария, Германия. Удостоен е за почетен гражданин на Майнинген, Германия.
През 70-те години пренася творчеството си в планинския Смолян, пъстрите възрожденски къщи на Копривщица, розовеещите скали на Мелник и крайморския булевард и шарените сокаци на Истанбул.
През 1974 г. е приет за член на „Academie des Boaux-Arts“ във Франция. През 1976 г. прави изложба в Истанбул, а 1978 г. в Париж и Виена. Първоначално излага картините си за изложбите в Стара Загора, защото от чужбина те не се връщат. Последната му голяма изложба е през 1982 г. във Военно-историческия музей в София.
Тодор Калпакчиев умира на 10 септември 1984 г. в Стара Загора.